# Sexmo de San Lorenzo
El sexmo de San Lorenzo también llamado de San Llorente es una división administrativa castellana de origen medieval perteneciente a la Comunidad de Ciudad y Tierra de Segovia fundada durante las repoblaciones de Alfonso VI en el siglo XII. Está presidida por el municipio de Brieva y su nombre provine del homónimo barrio segoviano.
Los sexmos son una división administrativa circunstancial que, en un principio, equivalían a la sexta parte de un territorio determinado, generalmente comprendían una parte del término rural dependiente de una ciudad.

## Geografía

#### Límites
| Noroeste: Sexmo de Cabezas                      | Norte: Sexmo de Cabezas, Sexmo de Posaderas, Localidades del obispado | Noreste: Sexmo de Posaderas, Localidades del obispado |
| Oeste: Sexmo de Segovia, Sexmo de Cabezas       |                                                                       | Este: Localidades del obispado, Sexmo de Lozoya       |
| Suroeste: Sexmo de San Millán, Sexmo de Segovia | Sur: Sexmo de Lozoya, Sexmo de San Millán                             | Sureste: Sexmo de Lozoya                              |
| ----Mapa interactivo — Sexmo de San Lorenzo     |                                                                       |                                                       |

## Comunidad de Ciudad y Tierra de Segovia
La Comunidad de Ciudad y Tierra de Segovia se divide en 10 sexmos, aunque en un principio fueron seis. De los sexmos que pertenecen a la Comunidad de Ciudad y Tierra de Segovia ocho se encuadran dentro de la actual provincia de Segovia y dos en la provincia de Madrid. Estos sexmos son:
- San Lorenzo
- Santa Eulalia
- San Millán
- La Trinidad
- San Martín
- Cabezas
- El Espinar
- Posaderas
- Lozoya
- Casarrubios

Anteriormente también formaron parte los de:
- Tajuña
- Manzanares
- Valdemoro

## Localidades del Sexmo de San Lorenzo
El sexmo de San Lorenzo, parte de las Comunidades Segovianas, está encabezado por la localidad de Brieva y además está constituido por los siguientes pueblos:
| Pueblos                                             | Nombres actuales                                                                             | Municipios actuales                                       | Vecinos en 1571 | Vecinos en 1591 |
| --------------------------------------------------- | -------------------------------------------------------------------------------------------- | --------------------------------------------------------- | --------------- | --------------- |
| Tabanera del Monte                                  | Tabanera del Monte                                                                           | Palazuelos de Eresma                                      | 14              | 9               |
| Sonsoto                                             | Sonsoto                                                                                      | Trescasas                                                 | 57              | 48              |
| Trescasas                                           | Trescasas                                                                                    | Trescasas                                                 | 24              | 34              |
| Tordecaballeros, Cabanillas y Aldegüela             | Torrecaballeros, Cabanillas del Monte y Aldehuela                                            | Torrecaballeros                                           | 90              | 98              |
| Espirdo                                             | Espirdo                                                                                      | Espirdo                                                   | 24              | 43              |
| Tizneros                                            | Tizneros                                                                                     | Espirdo                                                   | 12              | 13              |
| La Higuera                                          | La Higuera                                                                                   | Espirdo                                                   | 20              | 30              |
| Brieva                                              | Brieva                                                                                       | Brieva                                                    | 45              | 58              |
| Santo Domingo de Pirón                              | Santo Domingo de Pirón                                                                       | Santo Domingo de Pirón                                    | 60              | 62              |
| Vasardilla                                          | Basardilla                                                                                   | Basardilla                                                | 50              | 47              |
| Adrada                                              | Adrada de Pirón                                                                              | Adrada de Pirón                                           | 23              | 25              |
| Atenzuela                                           | Tenzuela                                                                                     | Pelayos de Arroyo                                         | 20              | 21              |
| Azejas                                              | despoblado de Agejas                                                                         | Cabañas de Polendos                                       | 14              | 9               |
| Torreiglesia                                        | Torreiglesias                                                                                | Torreiglesias                                             | 70              | 108             |
| Losana                                              | Losana de Pirón                                                                              | Torreiglesias                                             | 35              | 44              |
| Peñarubias de Pirón, Quintanar, Cuevas y Covatillas | Peñarubias de Pirón, despoblado de Quintanar, despoblado de Cuevas, despoblado de Covatillas | En Peñarubias de Pirón, salvo Cobatillas en Torreiglesias | ?               | 11              |

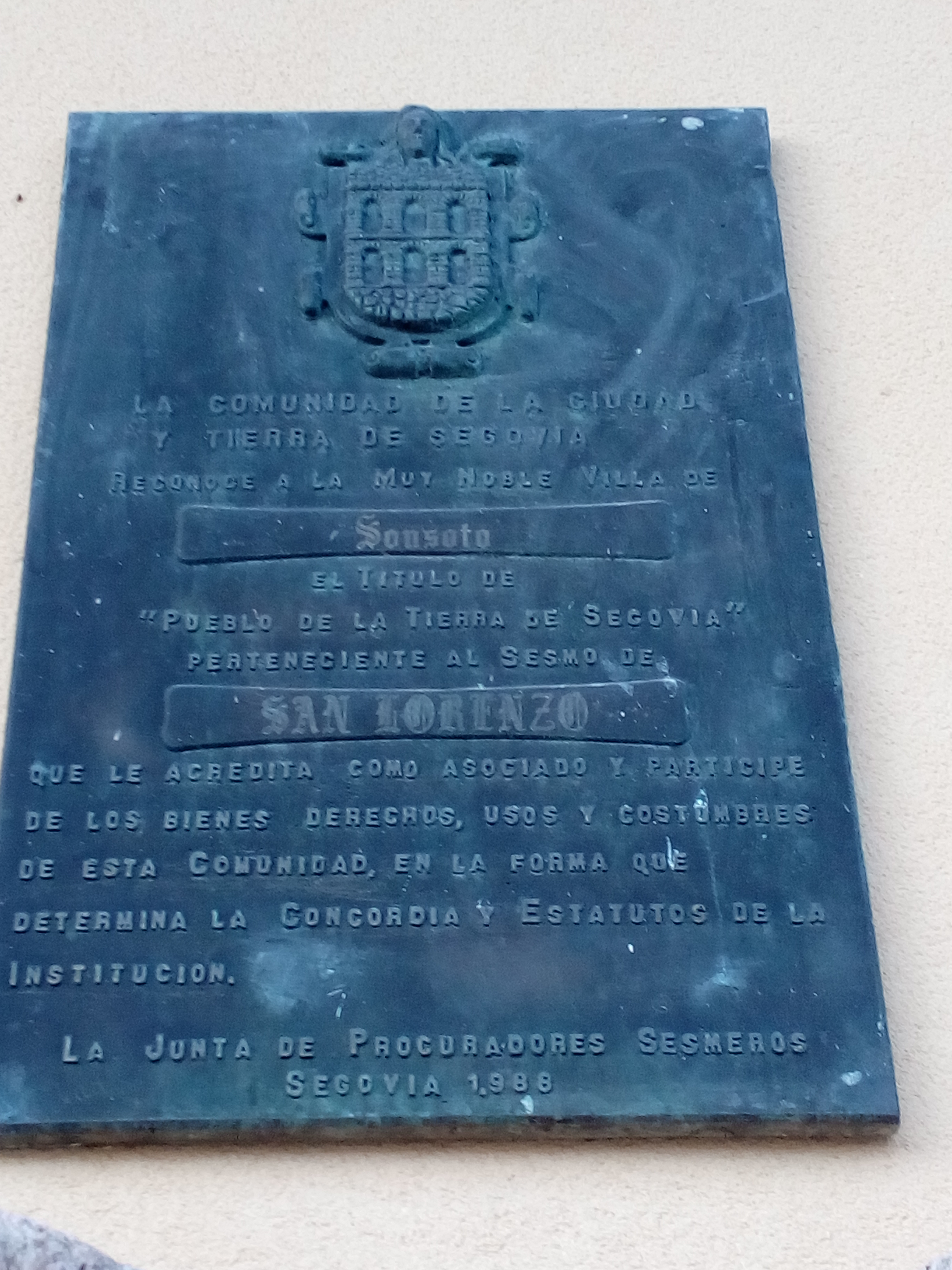
Placa que reconoce Sonsoto como integrante del Sexmo de San Lorenzo